# La Semaine (hebdomadaire)
Pour les articles homonymes, voir La Semaine.
La Semaine est un hebdomadaire d'actualité, entre autres de spectacles, français, illustré, collaborationniste, qui paraît entre 1940 et  1944.
Sous-titré « (Grand) Hebdomadaire illustré (français) » ou « L'hebdomadaire de l'actualité mondiale », il est publié au début par Le Matin, 6, Boulevard et Faubourg-Poissonnière (Paris 9e).

## Naissance et développement pendant l'Occupation
Entre novembre 1940 et mai 1941, le tirage passe de 188 000 à 251 000 ce qui montre, d'après Claude Bellanger, le désir des Français de rechercher une littérature d'évasion à bon marché sous l'Occupation allemande. 
Il est dirigé par François Ribadeau Dumas.
À partir de février 1941, le journaliste antisémite et collaborationniste Jean Luchaire en devient le propriétaire.
Son tirage est de 270 000 exemplaires en 1942.
La notice de périodique du catalogue général de la BnF indique que le journal a paru jusqu'au numéro 192 d'août 1944